# Anton Català i Gomis
Anton Català Gomis (Alcover, 24 de noviembre de 1911-Barcelona, 30 de enero de 1970) fue un pintor español.

## Trayectoria
Nació en Alcover, en un municipio de la comarca del Alto Campo, en una familia de agricultores. Tuvo la oportunidad de entrar en contacto con el estudio de la cultura clásica, el latín, la literatura y el arte, y también aprendió el oficio de ebanista. A los 19 años, se trasladó a vivir a Barcelona donde, combinando el estudio con el trabajo, siguió la carrera de Bellas Artes en la Escuela de la Lonja. Sus maestros fueron los pintores Ramon Calsina, Francesc Labarta, Lluís Muntaner y Antoni Vila i Arrufat. Se casó en 1940 con Glòria Agràs, también de Alcover, con quién tuvieron tres hijas: Marta, Mireia y Gloria.
Destacó como pintor muralista, de temática alegórica y religiosa. Tiene unos cuarenta murales en diferentes iglesias, capillas y edificios públicos y privados de todo Cataluña. Su procedimiento preferido fue el fresco, pero utilizó también otros como el óleo o la encáustica. Dedicó íntegramente su vida al arte y lo cultivó en todas sus facetas: pintura de caballete, óleo y acuarela, pintura mural, retablo, cerámica y grabado (sobre todo la xilografía). A pesar de que pasó periodos tan difíciles como la guerra y la posguerra, su ocupación fue siempre relacionada con el arte donde se expresaba de una forma natural y directa, dejando exudar su sentido honesto de la vida, su amor por la familia, la tierra, el trabajo, y el gusto y respeto por las aportaciones artísticas en todas sus manifestaciones.
Como muralista decoró un gran número de iglesias de las comarcas de Tarragona. Fue aquí donde su obra encontró el más amplio sentido: la luz especial del Campo de Tarragona, la nitidez de contrastes, la dureza de los perfiles, el fuerte carácter de sus hombres, siempre matizado por la visión amplia, mediterránea, de raíz griega y de renacimiento italiano, hasta configurar su estilo propio e inconfundible.
Hay una muestra permanente de obra suya en el Museu municipal de Alcover. En el 2019, la Biblioteca de Cataluña ingresó como donativo estampas religiosas y felicitaciones de Navidad, realizadas con la técnica xilográfica.

## Reconocimientos
Obtuvo varios premios y la Medalla de Oro en el dibujo de la figura en movimiento por el gran dominio de la anatomía y de la composición. A pesar de vivir en Barcelona, se mantuvo siempre vinculado con su ciudad natal, donde deseó ser enterrado. Además, fue nombrado hijo predilecto de Alcover, donde hay una calle con su nombre.

## Obra destacada

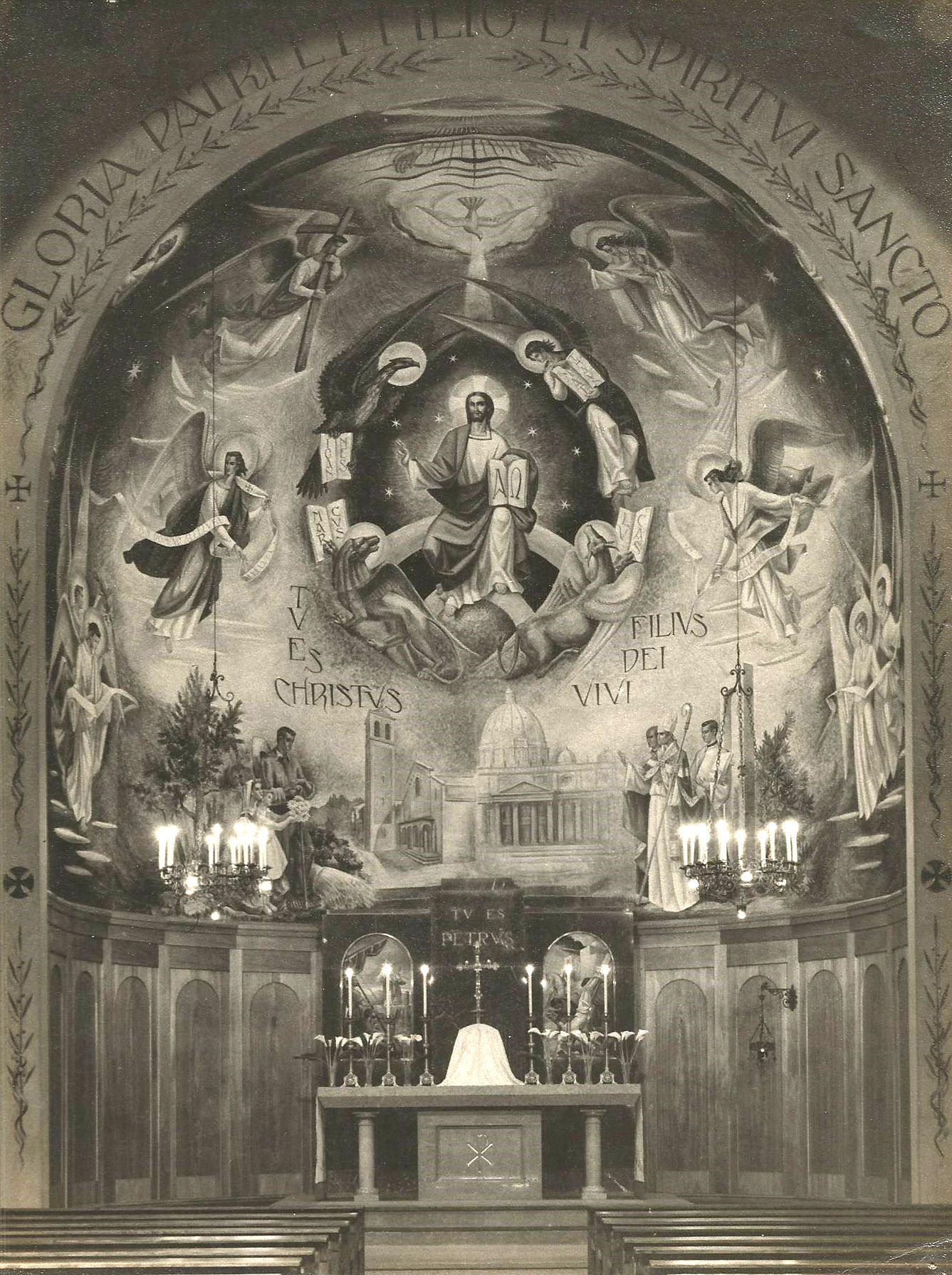
Altar Mayor de la iglesia de Sant Pere de Els Hostalets de Pierola (fresco).

- 1943 Altar mayor, baptisterio y laterales. Santuario de la Virgen María de Passanant (óleo).
- 1945 Vuelta baldaquino iglesia Sant Pere de Reus.
- 1946 Despacho del Alcalde. Ayuntamiento de Valls. Temas locales (fresco).
- 1946 Mural en la Iglesia de Sant Andreu de Farena, Montreal (óleo).
- 1947 Vestíbulo del Instituto de Sanidad. Tarragona. Alegoría (óleo sobre temple).
- 1947 Altar del Santo Sepulcro. Iglesia Parroquial de San Juan de Valls (fresco).
- 1947 Casa Cottet. Barcelona. Tema Óptica (óleo sobre oro).
- 1950 Vestíbulo del Ayuntamiento de Alcover. Artesanos y agricultores (óleo sobre temple).
- 1954 Capilla provisional Santo Pius X, Viviendas del Congreso. Barcelona (óleo).
- 1955 Capilla del Roser. Valls. Misterios del Rosario (fresco).
- 1956 Altar Mayor de la iglesia de Sant Martí de Vilallonga del Campo (fresco).
- 1957 Altar Mayor de la iglesia Parroquial de Capafonts (fresco).
- 1958 Baptisterio de la iglesia Parroquial de Alcover. Bautizo de Jesús (fresco).
- 1958 Altar Mayor de la iglesia de Sant Pere de Els Hostalets de Pierola (fresco).
- 1963 Altar del Santísimo. Iglesia Parroquial de Alcover (fresco).
- 1964 Altar de la Purísima. Iglesia Parroquial de Picamoixons (fresco).
- 1965 Cambril de la Virgen del Lledó. Caputxins de Valls (fresco).
- 1967 Baptisterio de la iglesia Parroquial de Constantí (fresco).
- 1969 Plafón jardín particular. Barcelona. Natura (cerámica)

## Muestra de grabados al boj

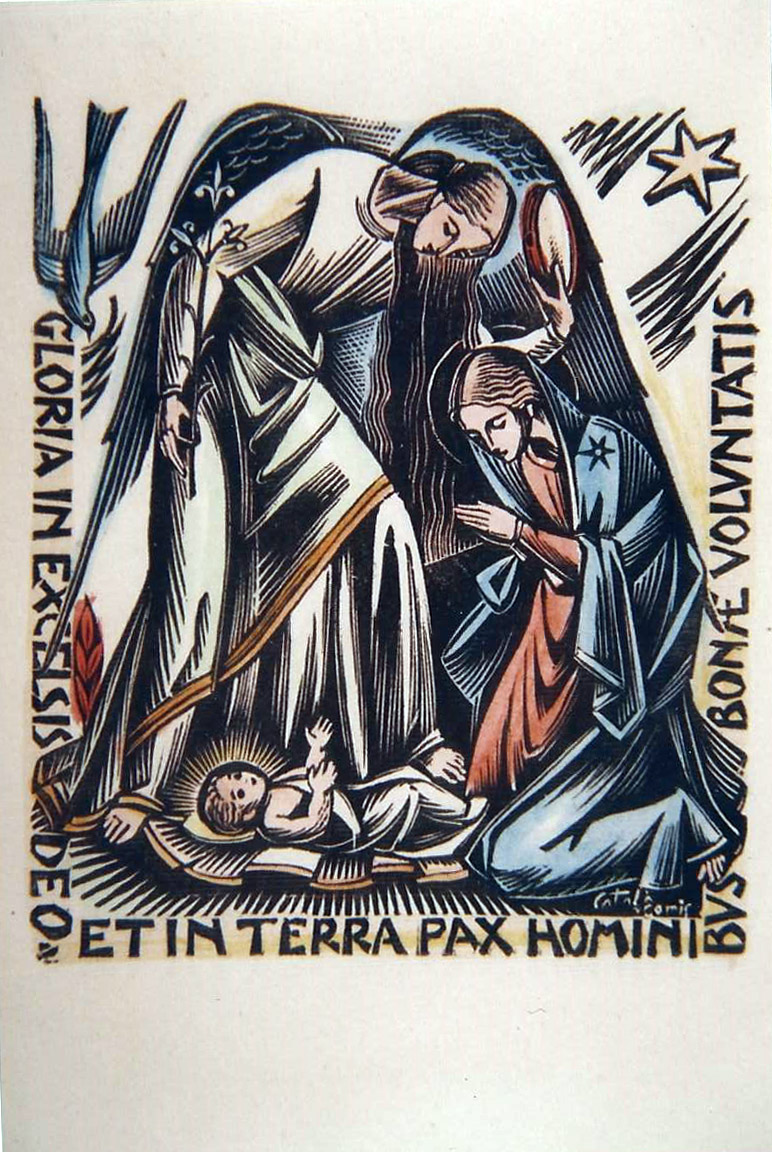
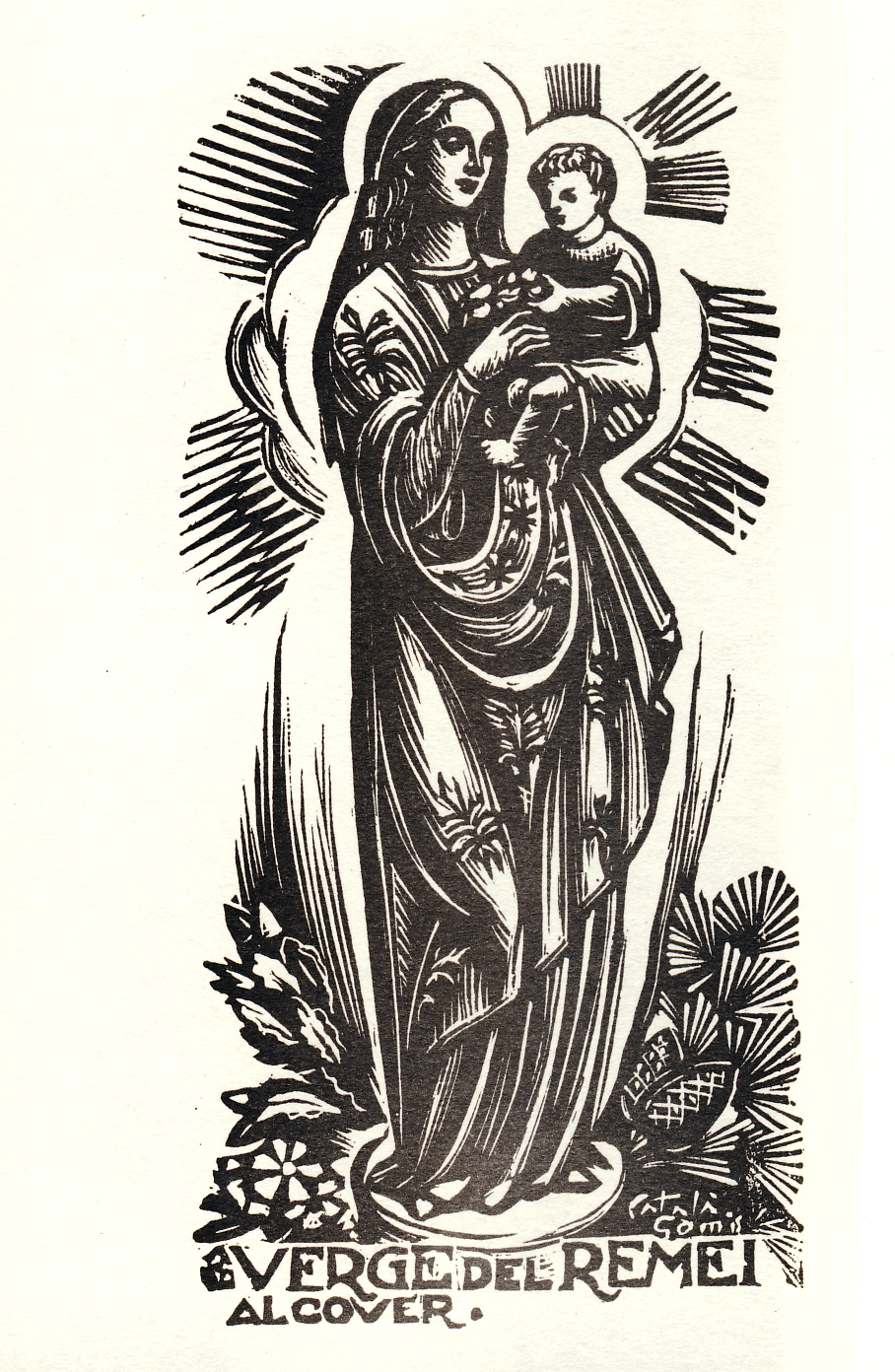